# Higroscopia

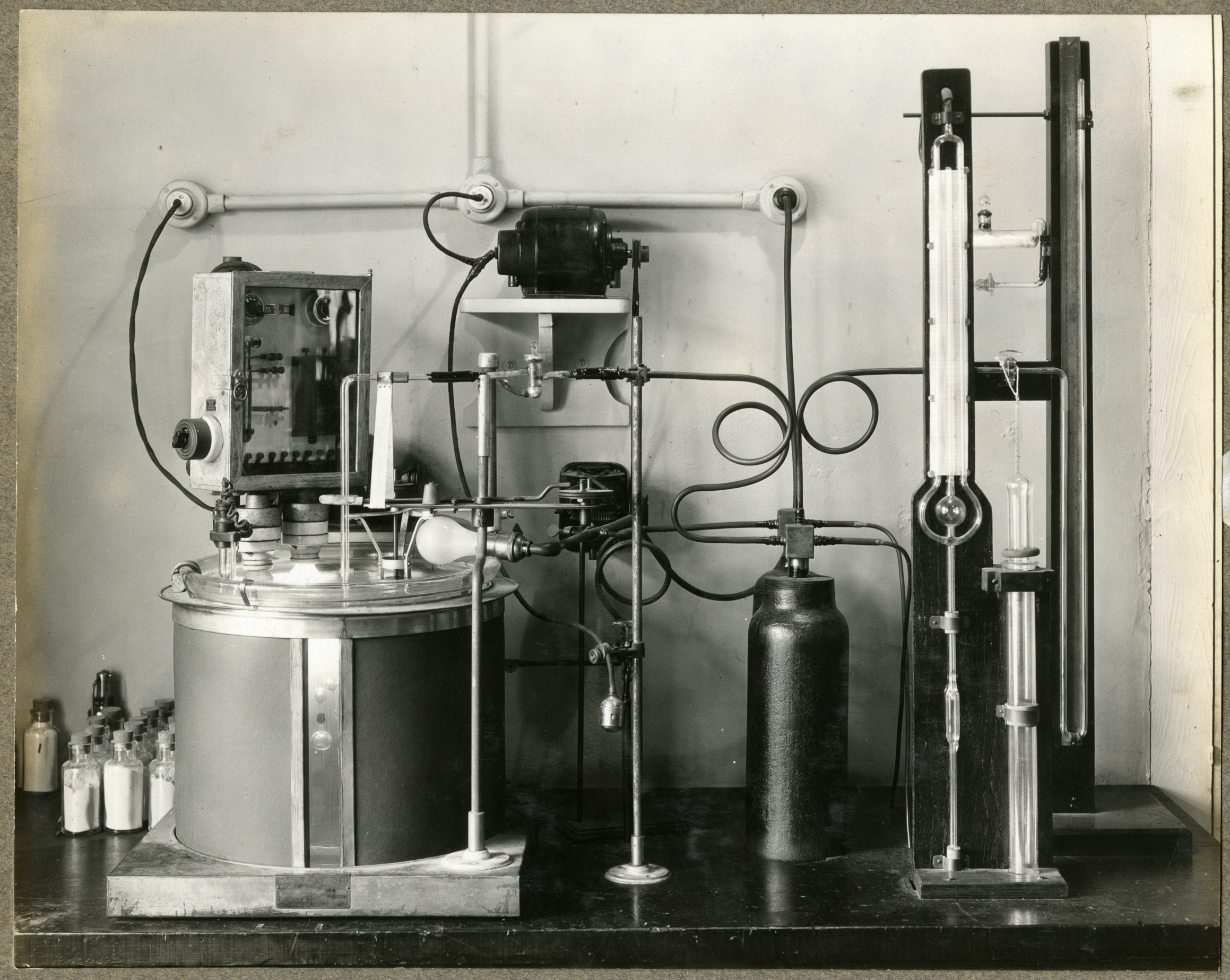
Aparato para determinar la higroscopicidad de un fertilizante. Laboratorio de Investigaciones para la Fijación del Nitrógeno, ca. 1930.

La higroscopia (del griego ύγρος hygros 'húmedo, mojado' y σκοπειν skopein 'observar, mirar'), también higroscopía o higroscopicidad, es la capacidad de algunas sustancias o materiales de absorber humedad del medio circundante. También es sinónimo de higrometría, que es el estudio de la humedad, de sus causas y sus variaciones (en particular, de la humedad atmosférica). 
Para cada sustancia existe una humedad de equilibrio, es decir, un contenido de humedad similar (en "equilibrio") al de la humedad del ambiente que lo rodea. Cuando se produce este equilibrio, el material ni capta ni libera humedad al ambiente. Si esta última es menor que este valor de equilibrio, el material se secará, si la humedad ambiente es mayor, se humedecerá. Así, ciertos minerales como el cloruro de calcio son capaces de captar agua de la atmósfera en casi cualquier condición, porque su humedad de equilibrio es muy baja. Sustancias como éstas son usadas como desecadores. Otros ejemplos son el ácido sulfúrico, el gel de sílice, etc.

## Compuestos higroscópicos
Son higroscópicos todos los compuestos que atraen agua en forma de vapor o de líquido de su ambiente, y por eso a menudo se utilizan como desecantes.
Algunos de los compuestos higroscópicos reaccionan químicamente con el agua, como los hidruros o los metales alcalinos. Otros la atrapan como agua de hidratación en su estructura cristalina, como es el caso del sulfato de sodio. El agua también puede adsorberse físicamente. En estos dos últimos casos, la retención es reversible y el agua puede ser desorbida. En el primer caso, al haber reaccionado, no se puede recuperar de forma simple. Estos procesos son exotérmicos.
Algunos ejemplos de los compuestos higroscópicos más conocidos son:
- ácido sulfúrico (H2SO4)
- cloruro cálcico (CaCl2)
- cloruro de magnesio (MgCl2)
- cloruro de sodio (Halita)(NaCl)
- gel de sílice
- hidróxido de sodio (NaOH)
- hidroxilamina (NH2OH)
- miel
- sulfato de cobre (II) (CuSO4)
- óxido de fósforo (V) (P4O10)
- óxido de calcio (cal viva) (CaO)

Para cada sustancia, existe una humedad que se llama de humedad de equilibrio, es decir, absorbe la humedad del ambiente. Si la humedad ambiental es menor que este valor de humedad de equilibrio, entonces el material se secará; en cambio, si la humedad ambiental es mayor, el material se humedecerá. Así, ciertos minerales, como el cloruro de calcio, son capaces de captar agua de la atmósfera en casi cualquier condición, porque su humedad de equilibrio es muy baja. Sustancias como éstas se usan como desecadores. Otros ejemplos son el ácido sulfúrico y el gel de sílice.

## Los núcleos higroscópicos y la generación de lluvia artificial
Los núcleos higroscópicos son las partículas de sales o gotitas de soluciones salinas, procedentes principalmente de los mares y océanos, sobre las cuales se condensa la humedad del aire en la atmósfera. Una vez en la atmósfera, empiezan por entrar en contacto con las gotitas de humedad y se disuelven en ellas. Como la presión de vapor de la disolución es inferior a la del agua pura, se va condensando en ella el vapor, hasta formar gotas mayores que acaban por precipitarse en lluvia. Uno de los métodos para provocar la lluvia artificialmente consiste precisamente en diseminar núcleos higroscópicos en el seno de las nubes.
El líquido de frenos de los automóviles también es un líquido higroscópico. Debe tenerse cuidado de no tocarlo y evitar derrames. En el vehículo tiene un efecto decapante de la pintura de la carrocería. Tiene un elevado punto de ebullición, por lo que sirve para soportar altas temperaturas (300 °C). Suele estar formado por alcoholes o glicerinas.

## Delicuescencia

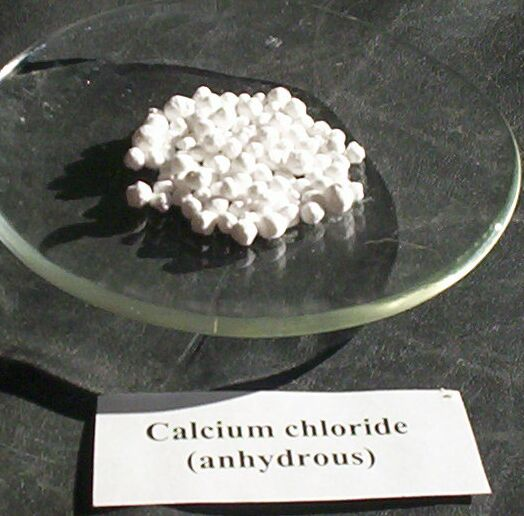
Cloruro de calcio anhidro, sustancia delicuescente que se utiliza como desecante

Un caso especial de higroscopicidad es la delicuescencia (del latín deliquescere, hacerse líquido),  propiedad que poseen alguna sustancias químicas  de absorber la humedad del aire hasta formar una disolución acuosa. La delicuescencia es el fenómeno opuesto a la eflorescencia, o propiedad de algunas sales de perder el agua de hidratación y se produce cuando la presión de vapor de la disolución saturada es menor que la presión de vapor de agua en el aire. En estas circunstancias, el agua presente en el aire comienza a depositarse sobre la sustancia química, formando primero una fina capa de disolución sobre la superficie sólida de la sustancia química, que posteriormente continúa haciéndose mayor hasta terminar convertida en una disolución verdadera (es decir sin presencia de sólido en suspensión) de la sustancia química en agua.
Los materiales delicuescentes son sustancias (en su mayoría sales) que tienen una fuerte afinidad química por la humedad y que absorben cantidades relativamente altas de agua si se exponen a la atmósfera, formando una solución líquida. Ejemplos de sustancias delicuescentes son: el cloruro de calcio, el cloruro férrico, el cloruro de magnesio, el cloruro de zinc, el carbonato de potasio, el hidróxido de potasio y el hidróxido de sodio.
Debido a su gran afinidad por el agua, estas sustancias suelen usarse como desecantes.